# Шёве, Габи
Габриэла (Габи) Шёве (до замужества — Шлей) (нем. Gabriela (Gaby) Schöwe (Schley), род. 26 февраля 1964, Гамбург) — немецкая хоккеистка (хоккей на траве), полевой игрок. Серебряный призёр летних Олимпийских игр 1984 года, участница летних Олимпийских игр 1988 года, серебряный призёр чемпионата мира 1986 года, бронзовый призёр чемпионата Европы 1984 года.

## Биография
Габи Шёве родилась 26 февраля 1964 года в западногерманском городе Гамбург.
Играла за «Уленхорстер» из Гамбурга, затем перешла в «Блау-Вайс» из Кёльна, в составе которого дважды становилась чемпионкой ФРГ по хоккею на траве (1986—1987) и один раз по индорхоккею (1985).
В 1984 году завоевала бронзовую медаль чемпионата Европы в Лилле.
В том же году вошла в состав женской сборной ФРГ по хоккею на траве на летних Олимпийских играх в Лос-Анджелесе и завоевала серебряную медаль. Играла в поле, провела 3 матча, мячей не забивала.
В 1986 году завоевала серебряную медаль чемпионата мира в Амстелвене.
В 1988 году вошла в состав женской сборной ФРГ по хоккею на траве на летних Олимпийских играх в Сеуле, занявшей 5-е место. Играла в поле, провела 5 матчей, мячей не забивала.
Дважды выигрывала золотые медали чемпионата Европы по индорхоккею: в 1984 году в Лондоне и в 1987 году в Бад-Нойенар-Арвайлере.
В 1982—1988 годах провела за сборную ФРГ 108 матчей (94 на открытых полях, 14 в помещении).
Имеет диплом учителя физкультуры. Работала главным тренером молодёжной команды «Дюссельдорф-99».